# Ranunculus ternatifolius
Ranunculus ternatifolius är en ranunkelväxtart som beskrevs av Thomas Kirk. Ranunculus ternatifolius ingår i släktet ranunkler, och familjen ranunkelväxter. Inga underarter finns listade i Catalogue of Life.